# HeadBand
"HeadBand" é uma canção do rapper B.o.B. Foi lançada em 21 de maio de 2013, como o primeiro single de seu terceiro álbum de estúdio, Underground Luxury. A canção, produzida por DJ Mustard, apresenta uma participação do rapper americano 2 Chainz. A música, desde então, chegou ao número 53 na Billboard Hot 100, e permaneceu no chart durante 24 semanas consecutivas.

## Videoclipe
Em 29 de junho de 2013 b.o.b divulgou o backstage e o clipe da música online. O vídeo foi dirigido por Ryan Patrick. Em 30 de junho de 2013, o vídeo da música estreou na MTV Jams.

## Desempenho Comercial
"HeadBand", permaneceu na Billboard Hot 100 desde maio até dezembro de 2013 e chegou na posição 53. Ao todo a canção vendeu mais de 1 milhão de copias nesse período.